# Municipio de Chiapa de Corzo
El municipio de Chiapa de Corzo es uno de los 124 municipios que componen al estado de Chiapas. Su cabecera municipal es la localidad de Chiapa de Corzo.

## Geografía
El municipio de Chiapa de Corzo tiene una superficie aproximada de 830 km². Está ubicado en los límites de la depresión Central y del Altiplano Central, en torno a las coordenadas geográficas 16°42′N 93°00′O / 16.700, -93.000, a una altitud media 406 m s. n. m. Limita al norte, con Soyaló y Osumacinta, al oeste, con Tuxtla Gutiérrez, Suchiapa y Villaflores, al este, con Zinacantán, Ixtapa y Acala, y al sur con Villa Corzo.
Forma parte de la región Región I - Metropolitana.
Según la clasificación climática de Köppen, el clima del municipio corresponde al tipo Aw tropical seco.

## Demografía
De acuerdo a los resultados del Censo de Población y Vivienda de 2020 realizado por el Instituto Nacional de Estadística y Geografía, la población total del municipio es de 112 075 habitantes, lo que representa un crecimiento promedio de 2.5% anual en el período 2010-2020 sobre la base de los 87 603 habitantes registrados en el censo anterior. Al año 2020 la densidad del municipio era de 142 hab/km².
| Gráfica de evolución demográfica de Municipio de Chiapa de Corzo entre 2000 y 2020 |
|                                                                                    |
| Fuente: Instituto Nacional de Estadística Geografía e Informática                  |

El 49.2% de los habitantes (55 166 personas) eran hombres y el 50.8% (56 909 personas) eran mujeres. El 90.9% de los habitantes mayores de 15 años (72 682 personas) estaba alfabetizado. La población indígena sumaba 7231 personas.
En el año 2010 estaba clasificado como un municipio de grado medio de vulnerabilidad social, con el 22.89% de su población en estado de pobreza extrema. Según los datos obtenidos en el censo de 2020, la situación de pobreza extrema afectaba al 17.4% de la población (18 751 personas).

### Localidades
En el censo de 2020 el municipio de Chiapa de Corzo contaba con 327 localidades.
| Código INEGI      | Localidad             | Población (2020) |
| ----------------- | --------------------- | ---------------- |
| 070270001         | Chiapa de Corzo       | 55 931           |
| 070270622         | Jardines del Grijalva | 7 992            |
| 070270045         | Julián Grajales       | 2 661            |
| 070270080         | Salvador Urbina       | 2 257            |
| 070270069         | El Palmar             | 1 748            |
| 070270035         | Galecio Narcía        | 1 744            |
| 070270033         | Las Flechas           | 1 659            |
| 070270042         | Ignacio Allende       | 1 655            |
| 070270112         | Venustiano Carranza   | 1 605            |
| 070270040         | Juan del Grijalva     | 1 575            |
| 070270593         | Nuevo Bochil          | 1 459            |
| 070270109         | El Horizonte          | 1 421            |
| 070270061         | Narciso Mendoza       | 1 353            |
| 070270666         | Villa Real            | 1 194            |
| 070270079         | Nuevo Carmen Tonapac  | 1 153            |
| 070270034         | Francisco Sarabia     | 1 102            |
| 070270023         | Ribera Cupía          | 1 088            |
| 070270003         | América Libre         | 1 086            |
| 070270056         | Ribera de Monte Rico  | 1 045            |
| 070270065         | Nueva Palestina       | 1 014            |
| Otras localidades | Otras localidades     | 21 333           |
| Total municipal   | Total municipal       | 112 075          |

## Salud y educación
En 2010 el municipio tenía un total de 9 unidades de atención de la salud, con 34 personas como personal médico. Existían 80 escuelas de nivel preescolar, 89 primarias, 32 secundarias, 8 bachilleratos, 2 escuelas profesionales técnicas, 1 escuela de formación para el trabajo y 2 primarias indígena.

## Actividades económicas
Las principales actividades económicas del municipio son el comercio minorista, la prestación de servicios de alojamiento temporal y preparación de alimentos y bebidas, y en menor medida la elaboración de productos manufacturados.